# Carme Amat
Carme Amat (Barcelona, 1885 - s. XX) fou una cantant lírica i pedagoga catalana.
Deixeble de Josefina Ohl Regens, Carme Amat dominava un repertori extens als dotze anys d'edat. Exercirà com a professora ajudant de la seva mestra als 21 anys d'edat, àmbit en el qual destacà més que en el camp de la interpretació.
Com a intèrpret, el primer contacte amb els escenaris de la cantant seria als disset anys, gràcies a un concert organitzat per Granados on s'interpretaren obres de Schumann. Aviat, arran de les seves interpretacions de lieder russos, quelcom innovador a l'època, Amat es donaria a conèixer a Barcelona, on compositors i poetes catalans de renom li oferiren cançons originals que interpretaria, entre grans personalitats del moment, durant les vetllades portades a terme a casa seva. Allà, abans de ser estrenada al Gran Teatre del Liceu, s'interpretaria Parsifal.